# Université Stradins de Riga
L’université Stradins de Riga (en letton : Rīgas Stradiņa universitāte, sigle RSU) est un établissement public d'enseignement supérieur situé dans le voisinage de Dzirciems à Riga en Lettonie.
L'université Stradins est l'une des six universités de Lettonie,

## Description
L'Université Stradins est créée en 2002 à partir de l'Académie médicale lettone, elle porte le nom de Pauls Stradiņš (lv). 
Ses 9 facultés offre des programmes en sciences sociales et en médecine.
RSU emploie plus de 1 200 salariés, dont plus de 60 % de personnel académique.
En 2024, l'Université Stradins accueille 10 467 étudiants dont 2501 étudiants internationaux, suivant 57 filières d'études.
Dans le classement mondial des universités QS 2022, RSU était classée 801-1000 parmi les meilleures universités du monde. 
Dans le classement mondial des universités du Times Higher Education 2022, RSU était classée 501-600.

## Facultés

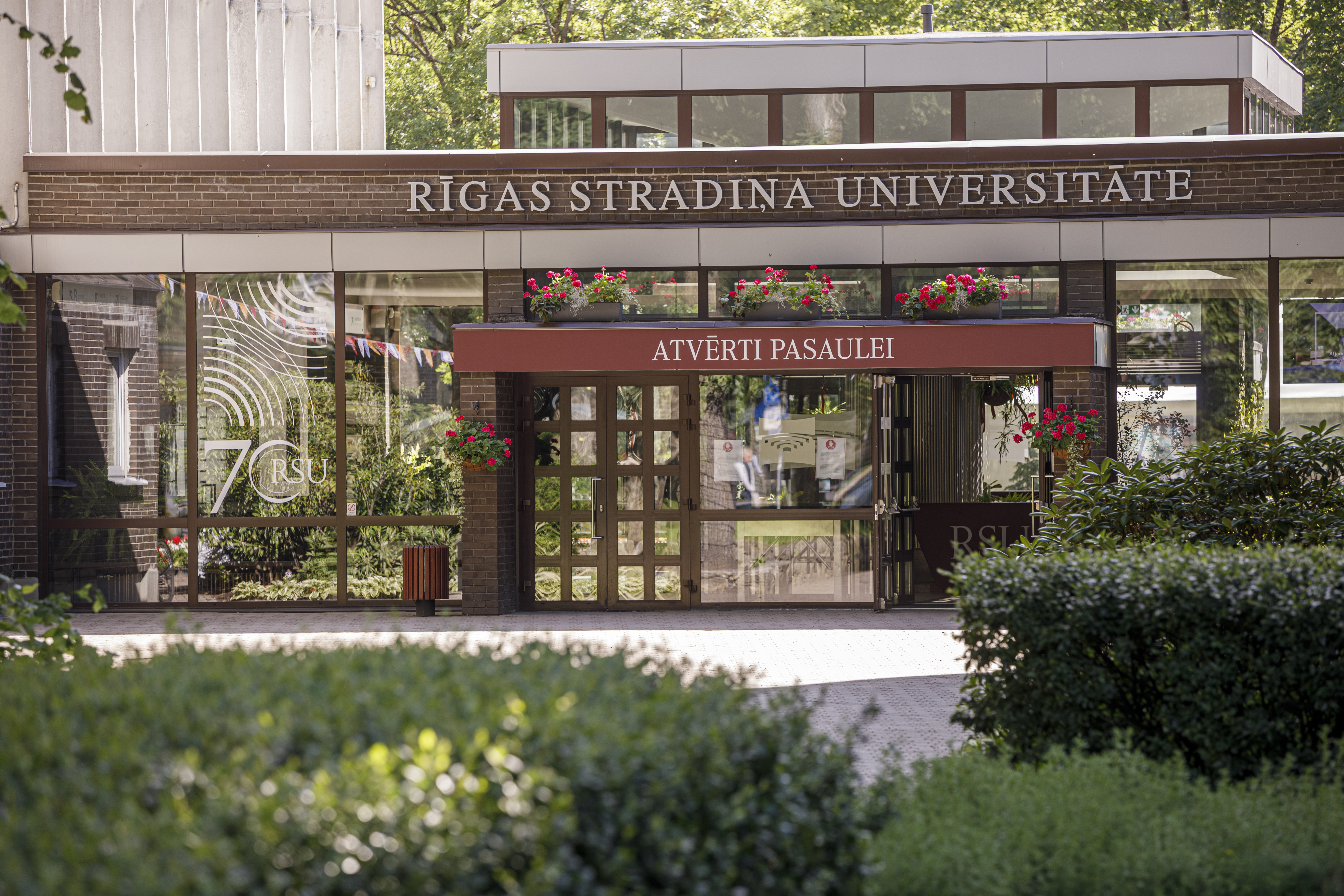

L'Université Riga Stradins compte 9 facultés et 3 départements:

### Sciences médicales
- Faculté de Pharmacie
- Faculté des sciences infirmières
- Faculté de médecine
- Faculté de réadaptation
- Faculté de santé publique
- Faculté de Stomatologie

### Sciences sociales
- Faculté d'études européennes
- Faculté de communication
- Faculté de droit
- Département d'études internationales

### Etudes doctorales
- Département de formation continue
- Département des études doctorales

## Personnalités liées à l'université

### Doyens
- Ernests Burtnieks (1950—1958)
- Vasilijs Kalbergs (1958—1963)
- Vladislavs Korzāns (1963—1992)
- Jānis Vētra (1992—2007)
- Jānis Gardovskis (2008—2017)
- Aigars Pētersons (ievēlēts 2017)[6]

### Anciens étudiants
Les anciens élèves de la RSU comptent de nombreux médecins et membres éminents de la société, y compris de nombreux hommes politiques :
- Ingrīda Circene, ancienne ministre de la Santé, 2003-2004, 2011-2014
- Gundars Daudze, ancien Président de la Saeima, 2007-2010
- Baiba Rozentāle, ancien ministre de la Santé, 2009-2010
- Maira Sudrabiņa, Chancellerie du Président de la République de Lettonie, Secrétaire du Chapitre des Ordres
- Valdis Zatlers, Président de la République de Lettonie, 2007-2011
- Georgs Andrejevs, ancien ministre des Affaires étrangères, 1992-1994
- Juris Bārzdiņš, ancien ministre de la Santé, 2010-2011
- Jānis Birks, ancien Maire de Riga, 2007-2009
- Teodors Eniņš, pionnier de la thérapie par impulsion magnétique, activiste et coprésident du Front populaire de Lettonie, ancien ministre des Affaires sociales
- Didzis Gavars, ancien ministre de la Santé, 2010
- Jānis Straume, ancien président de la Saeima, 1998-2002
- Boris Teterev, philanthrope derrière la Fondation Boris et Inara Teterev
- Ilze Viņķele, ancien ministre des Affaires sociales, 2011-2014, chercheur au McCain Institute (en)